# Гаудино, Сильвия
Сильвия Гаудино (итал. Silvia Gaudino, родилась 14 декабря 1981 года в Монце) — итальянская регбистка, играющая на позиции восьмой.

## Биография
До 17 лет занималась другими видами спорта, прежде чем прийти в регби. Некоторое время провела в команде города Ро, после расформирования команды уехала в Брешию во «Фьюмичелло», затем некоторое время играла в Падуе за «Роччу», с 2002 ода выступает за клуб «Монца 1949».
Дебютировала в 2001 году в сборной Италии матчем против Англии, в 2002 году играла на чемпионате мира (12-е место со сборной Италии). В 2005 году в Германии стала чемпионкой Европы. Капитан сборной на Кубке шести наций 2013 года, капитан «Монцы» в сезоне 2013/2014 чемпионата Италии и чемпионка Италии того сезона — она не только принесла клубу первый титул чемпионок, но и прервала длившуюся с самого первого розыгрыша гегемонию венецианских команд.
В 2016 году Гаудино ушла из сборной по причине беременности, доверив капитанскую повязку Саре Бараттин. После рождения сына Гаудино вернулась в расположение сборной к чемпионату мира 2017 года, куда итальянки попали благодаря трём победам на Кубке шести наций 2015. Перед началом турнира Гаудино заявила, что это будет её последний турнир в сборной: то же самое сделала Вероника Скьявон, которая вместе с Гаудино играла на чемпионате мира ещё в 2002 году.

## Достижения
- Чемпионка Италии[итал.]: 2013/2014[итал.]
- Чемпионка Европы[итал.]: 2005[итал.]